# 11-я понтонно-мостовая бригада
11-я понтонно-мостовая бригада — соединение инженерных войск Красной Армии во время советско-японской войны. Номер полевой почты — 63192.

## История
Бригада сформирована 14 декабря 1944 года на Дальневосточном фронте в составе: управление бригады, рота управления и четыре (3-й, 16-й, 31-й и 132-й) моторизированных понтонно-мостовых батальона. В июне 1945 года сформирован 654-й батальон автомобилей-амфибий.
Во время советско-японской войны бригада в составе 1-го Дальневосточного фронта участвовала в Харбино-Гиринской наступательной операции и обеспечивала переправу войск 35-й армии через Сунгари и Уссури.
По окончании войны бригада была удостоена почётного наименования «Уссурийской». 380 воинов бригады были награждены орденами и медалями.

### Командиры
- подполковник Волков В. М. (январь — июнь 1945 года)
- подполковник Будилов Я. Г. (с июня 1945 года до конца советско-японской войны)

### После войны
В июне 1946 года 11-я понтонно-мостовая бригада была переформирована в 43-й понтонно-мостовой полк, в марте 1960 года — в 427-й понтонно-мостовой батальон. В 1989 году батальон был переформирован в 42-й понтонно-мостовой полк, а через два года — в 226-ю инженерно-сапёрную бригаду. В мае 1998 года бригада была переформирована в 37-й инженерно-сапёрный полк. В 2002 году после введения в состав полка 411-го отдельного понтонно-мостового Выборгского Краснознамённого орденов Ленина и Кутузова батальона полк стал именоваться Выборгским трижды орденоносным.